# Mistrzostwa Świata w Łyżwiarstwie Figurowym 2024
Mistrzostwa świata w łyżwiarstwie figurowym 2024 – zawody rangi mistrzowskiej w łyżwiarstwie figurowym, które odbywały się od 18 do 24 marca 2024 w hali Bell Centre w Montrealu.
Miasto miało być gospodarzem mistrzostw świata 2020, lecz wtedy zostały one odwołane z powodu pandemii COVID-19.
Mistrzem świata w konkurencji solistów został Amerykanin Ilia Malinin, który pobił rekord świata w programie dowolnym, zaś w konkurencji solistek trzeci tytuł zdobyła Japonka Kaori Sakamoto. W parach sportowych pierwszy tytuł w karierze zdobyli reprezentanci Kanady Deanna Stellato-Dudek i Maxime Deschamps. W parach tanecznych drugi tytuł z rzędu wywalczyli Amerykanie Madison Chock i Evan Bates.

## Kwalifikacje
Zgodnie z dotychczasowym regulaminem, w mistrzostwach świata mogą brać udział zawodnicy z państw należących do Międzynarodowej Unii Łyżwiarskiej (ISU), którzy ukończyli 15 lat przed dniem 1 lipca roku poprzedzającego mistrzostwa. Każde państwo może był reprezentowane przez maksymalnie trzech zawodników/par w każdej z konkurencji. Warunkiem uczestnictwa zawodników wytypowanych przez krajową federację jest uzyskanie minimalnej oceny technicznej (TES) na międzynarodowych zawodach pod patronatem ISU w sezonie bieżącym lub poprzednim. Punkty za oba programy mogą być zdobyte na różnych zawodach. Międzynarodowa Unia Łyżwiarska akceptuje wyniki, jeśli zostały uzyskane podczas zawodów międzynarodowych uznawanych przez ISU. Minimalna ocena techniczna musi zostać osiągnięta co najmniej 21 dni przed pierwszym oficjalnym dniem treningowym mistrzostw.
| Minimalna ocena techniczna (TES) | Minimalna ocena techniczna (TES) | Minimalna ocena techniczna (TES) |
| Konkurencja                      | SP / RD                          | FS / FD                          |
| -------------------------------- | -------------------------------- | -------------------------------- |
| Soliści                          | 34                               | 64                               |
| Solistki                         | 32                               | 53                               |
| Pary sportowe                    | 29                               | 46                               |
| Pary taneczne                    | 35                               | 52                               |

Na podstawie wyników mistrzostw świata 2023, reprezentacje mają prawo zgłosić następującą liczbę zawodników/par w poszczególnych konkurencjach:
| Liczba zawodników | Soliści                                        | Solistki                                                   | Pary sportowe                        | Pary taneczne                                                   |
| ----------------- | ---------------------------------------------- | ---------------------------------------------------------- | ------------------------------------ | --------------------------------------------------------------- |
| 3                 | Japonia · Korea Południowa · Stany Zjednoczone | Japonia · Korea Południowa                                 | Kanada · Japonia · Stany Zjednoczone | Kanada · Stany Zjednoczone                                      |
| 2                 | Kanada · Francja · Włochy · Szwajcaria         | Belgia · Estonia · Niemcy · Szwajcaria · Stany Zjednoczone | Australia · Niemcy · Węgry · Włochy  | Czechy · Finlandia · Francja · Wielka Brytania · Włochy · Litwa |
| 1                 | Pozostałe kraje                                | Pozostałe kraje                                            | Pozostałe kraje                      | Pozostałe kraje                                                 |

## Terminarz
| Data     | Konkurencja   | Segment          |
| -------- | ------------- | ---------------- |
| 20 marca | Pary sportowe | Program krótki   |
| 20 marca | Solistki      | Program krótki   |
| 21 marca | Soliści       | Program krótki   |
| 21 marca | Pary sportowe | Program dowolny  |
| 22 marca | Pary taneczne | Taniec rytmiczny |
| 22 marca | Solistki      | Program dowolny  |
| 23 marca | Pary taneczne | Taniec dowolny   |
| 23 marca | Soliści       | Program dowolny  |

## Rekordy świata
| Rekordy świata (GOE±5) na moment rozpoczęcia zawodów (stan na 18 marca 2024): | Rekordy świata (GOE±5) na moment rozpoczęcia zawodów (stan na 18 marca 2024): | Rekordy świata (GOE±5) na moment rozpoczęcia zawodów (stan na 18 marca 2024): | Rekordy świata (GOE±5) na moment rozpoczęcia zawodów (stan na 18 marca 2024): | Rekordy świata (GOE±5) na moment rozpoczęcia zawodów (stan na 18 marca 2024): | Rekordy świata (GOE±5) na moment rozpoczęcia zawodów (stan na 18 marca 2024): |
| Konkurencja                                                                   | Segment                                                                       | Zawodnicy                                                                     | Punkty                                                                        | Zawody                                                                        | Data                                                                          |
| ----------------------------------------------------------------------------- | ----------------------------------------------------------------------------- | ----------------------------------------------------------------------------- | ----------------------------------------------------------------------------- | ----------------------------------------------------------------------------- | ----------------------------------------------------------------------------- |
| Soliści                                                                       | Nota łączna                                                                   | Nathan Chen                                                                   | 335,30                                                                        | Finał Grand Prix 2019                                                         | 7 grudnia 2019                                                                |
| Soliści                                                                       | Program dowolny                                                               | Nathan Chen                                                                   | 224,92                                                                        | Finał Grand Prix 2019                                                         | 7 grudnia 2019                                                                |
| Soliści                                                                       | Program krótki                                                                | Nathan Chen                                                                   | 113,97                                                                        | Zimowe igrzyska olimpijskie 2022                                              | 10 lutego 2020                                                                |
| Solistki                                                                      | Nota łączna                                                                   | Kamiła Walijewa                                                               | 272,71                                                                        | Rostelecom Cup 2021                                                           | 27 listopada 2021                                                             |
| Solistki                                                                      | Program dowolny                                                               | Kamiła Walijewa                                                               | 185,29                                                                        | Rostelecom Cup 2021                                                           | 27 listopada 2021                                                             |
| Solistki                                                                      | Program krótki                                                                | Kamiła Walijewa                                                               | 90,45                                                                         | Mistrzostwa Europy 2022                                                       | 13 stycznia 2022                                                              |
| Pary sportowe                                                                 | Nota łączna                                                                   | Sui Wenjing / Han Cong                                                        | 239,88                                                                        | Zimowe igrzyska olimpijskie 2022                                              | 19 lutego 2022                                                                |
| Pary sportowe                                                                 | Program dowolny                                                               | Anastasija Miszyna / Aleksandr Gallamow                                       | 157,46                                                                        | Mistrzostwa Europy 2022                                                       | 13 stycznia 2022                                                              |
| Pary sportowe                                                                 | Program krótki                                                                | Sui Wenjing / Han Cong                                                        | 84,41                                                                         | Zimowe igrzyska olimpijskie 2022                                              | 18 lutego 2022                                                                |
| Pary taneczne                                                                 | Nota łączna                                                                   | Madison Chock / Evan Bates                                                    | 232,32                                                                        | World Team Trophy 2023                                                        | 14 kwietnia 2023                                                              |
| Pary taneczne                                                                 | Taniec dowolny                                                                | Madison Chock / Evan Bates                                                    | 138,41                                                                        | World Team Trophy 2023                                                        | 14 kwietnia 2023                                                              |
| Pary taneczne                                                                 | Taniec rytmiczny                                                              | Madison Chock / Evan Bates                                                    | 93,91                                                                         | World Team Trophy 2023                                                        | 13 kwietnia 2023                                                              |

W trakcie zawodów ustanowiono następujące rekordy świata (GOE±5):		
| Konkurencja | Segment         | Zawodnicy    | Punkty         | Data          |
| ----------- | --------------- | ------------ | -------------- | ------------- |
| Soliści     | Program dowolny | Ilia Malinin | 227,79 (+2,87) | 23 marca 2024 |

## Klasyfikacja medalowa
| L.p. | Reprezentacja     | Złoto | Srebro | Brąz | Razem |
| ---- | ----------------- | ----- | ------ | ---- | ----- |
| 1    | Stany Zjednoczone | 2     | 1      | 0    | 3     |
| 2    | Japonia           | 1     | 2      | 0    | 3     |
| 3    | Kanada            | 1     | 1      | 0    | 2     |
| 4    | Francja           | 0     | 0      | 1    | 1     |
| 4    | Korea Południowa  | 0     | 0      | 1    | 1     |
| 4    | Niemcy            | 0     | 0      | 1    | 1     |
| 4    | Włochy            | 0     | 0      | 1    | 1     |

## Wyniki

### Soliści
| Poz.                                 | Zawodnik                     | Reprezentacja     | Nota łączna | SP | SP     | FS | FS        |
| ------------------------------------ | ---------------------------- | ----------------- | ----------- | -- | ------ | -- | --------- |
| 1                                    | Ilia Malinin                 | Stany Zjednoczone | 333,76      | 3  | 105,97 | 1  | 227,79 WR |
| 2                                    | Yuma Kagiyama                | Japonia           | 309,65      | 2  | 106,35 | 3  | 203,30    |
| 3                                    | Adam Siao Him Fa             | Francja           | 284,39      | 19 | 77,49  | 2  | 206,90    |
| 4                                    | Shōma Uno                    | Japonia           | 280,85      | 1  | 107,72 | 6  | 173,13    |
| 5                                    | Jason Brown                  | Stany Zjednoczone | 274,33      | 4  | 93,87  | 5  | 180,46    |
| 6                                    | Lukas Britschgi              | Szwajcaria        | 274,09      | 5  | 93,41  | 4  | 180,68    |
| 7                                    | Deniss Vasiļjevs             | Łotwa             | 257,80      | 8  | 89,42  | 8  | 168,38    |
| 8                                    | Kao Miura                    | Japonia           | 254,72      | 10 | 85,00  | 7  | 169,72    |
| 9                                    | Nikolaj Memola               | Włochy            | 253,12      | 6  | 93,10  | 12 | 160,02    |
| 10                                   | Cha Jun-hwan                 | Korea Południowa  | 249,65      | 9  | 88,21  | 11 | 161,44    |
| 11                                   | Aleksandr Selevko            | Estonia           | 247,57      | 12 | 84,08  | 9  | 163,49    |
| 12                                   | Mark Gorodnitsky             | Izrael            | 243,25      | 14 | 80,49  | 10 | 162,76    |
| 13                                   | Nika Egadze                  | Gruzja            | 241,55      | 7  | 92,08  | 15 | 149,47    |
| 14                                   | Michaił Szajdorow            | Kazachstan        | 234,19      | 16 | 80,02  | 13 | 154,17    |
| 15                                   | Donovan Carrillo             | Meksyk            | 232,67      | 15 | 80,19  | 14 | 152,48    |
| 16                                   | Gabriele Frangipani          | Włochy            | 231,38      | 13 | 82,63  | 17 | 148,75    |
| 17                                   | Wesley Chiu                  | Kanada            | 227,21      | 18 | 78,00  | 16 | 149,21    |
| 18                                   | Kim Hyun-gyeom               | Korea Południowa  | 222,79      | 21 | 74,89  | 18 | 147,90    |
| 19                                   | Roman Sadovsky               | Kanada            | 221,57      | 11 | 84,28  | 22 | 137,29    |
| 20                                   | Camden Pulkinen              | Stany Zjednoczone | 219,86      | 17 | 78,85  | 20 | 141,01    |
| 21                                   | Luc Economides               | Francja           | 217,10      | 22 | 74,02  | 19 | 143,08    |
| 22                                   | Siemion Daniljanc            | Armenia           | 213,99      | 23 | 73,46  | 21 | 140,53    |
| 23                                   | Andreas Nordeback            | Szwecja           | 211,45      | 20 | 76,20  | 23 | 135,25    |
| 24                                   | Lee Si-hyeong                | Korea Południowa  | 207,59      | 24 | 73,23  | 24 | 134,36    |
| Nie awansowali do programu dowolnego |                              |                   |             |    |        |    |           |
| 25                                   | Władimir Litwincew           | Azerbejdżan       | NQ          | 25 | 72,16  | NQ | NQ        |
| 26                                   | Davide Lewton Brain          | Monako            | NQ          | 26 | 71,58  | NQ | NQ        |
| 27                                   | Maurizio Zandron             | Austria           | NQ          | 27 | 69,59  | NQ | NQ        |
| 28                                   | Tomàs-Llorenç Guarino Sabaté | Hiszpania         | NQ          | 28 | 68,35  | NQ | NQ        |
| 29                                   | Jari Kessler                 | Chorwacja         | NQ          | 29 | 68,32  | NQ | NQ        |
| 30                                   | Burak Demirboğa              | Turcja            | NQ          | 30 | 68,18  | NQ | NQ        |
| 31                                   | Władimir Samojłow            | Polska            | NQ          | 31 | 67,81  | NQ | NQ        |
| 32                                   | Nikita Starostin             | Niemcy            | NQ          | 32 | 67,34  | NQ | NQ        |
| 33                                   | Iwan Szmuratko               | Ukraina           | NQ          | 33 | 66,90  | NQ | NQ        |
| 34                                   | Valtter Virtanen             | Finlandia         | NQ          | 34 | 66,55  | NQ | NQ        |
| 35                                   | Adam Hagara                  | Słowacja          | NQ          | 35 | 65,37  | NQ | NQ        |
| 36                                   | Georgii Reshtenko            | Czechy            | NQ          | 36 | 65,35  | NQ | NQ        |
| 37                                   | Edward Appleby               | Wielka Brytania   | NQ          | 37 | 59,51  | NQ | NQ        |
| 38                                   | Aleksandr Zlatow             | Bułgaria          | NQ          | 38 | 64,77  | NQ | NQ        |
| 39                                   | Jin Boyang                   | Chiny             | NQ          | 39 | 58,53  | NQ | NQ        |
| 40                                   | Aleksandr Vlasenko           | Węgry             | NQ          | 40 | 51,50  | NQ | NQ        |

### Solistki
| Poz.                                 | Zawodniczka          | Reprezentacja     | Nota łączna | SP | SP    | FS | FS     |
| ------------------------------------ | -------------------- | ----------------- | ----------- | -- | ----- | -- | ------ |
| 1                                    | Kaori Sakamoto       | Japonia           | 222,96      | 4  | 72,39 | 1  | 149,67 |
| 2                                    | Isabeau Levito       | Stany Zjednoczone | 212,16      | 2  | 73,73 | 2  | 138,43 |
| 3                                    | Kim Chae-yeon        | Korea Południowa  | 203,59      | 6  | 66,91 | 3  | 136,68 |
| 4                                    | Loena Hendrickx      | Belgia            | 200,25      | 1  | 76,98 | 8  | 123,27 |
| 5                                    | Kimmy Repond         | Szwajcaria        | 196,02      | 12 | 62,64 | 4  | 133,38 |
| 6                                    | Lee Hae-in           | Korea Południowa  | 195,48      | 3  | 73,55 | 12 | 121,93 |
| 7                                    | Mone Chiba           | Japonia           | 195,46      | 13 | 62,64 | 5  | 132,82 |
| 8                                    | Hana Yoshida         | Japonia           | 194,93      | 8  | 64,56 | 6  | 130,37 |
| 9                                    | Livia Kaiser         | Szwajcaria        | 187,24      | 10 | 64,05 | 9  | 123,19 |
| 10                                   | Amber Glenn          | Stany Zjednoczone | 186,53      | 9  | 64,53 | 11 | 122,00 |
| 11                                   | Jekatierina Kurakowa | Polska            | 184,76      | 14 | 62,34 | 10 | 122,42 |
| 12                                   | You Young            | Korea Południowa  | 183,35      | 5  | 67,37 | 14 | 115,98 |
| 13                                   | Anastasija Gubanowa  | Gruzja            | 182,42      | 20 | 58,66 | 7  | 123,76 |
| 14                                   | Olha Mikutina        | Austria           | 177,76      | 16 | 60,77 | 13 | 116,99 |
| 15                                   | Nina Pinzarrone      | Belgia            | 177,46      | 11 | 64,04 | 16 | 113,42 |
| 16                                   | Niina Petrõkina      | Estonia           | 176,53      | 7  | 66,23 | 18 | 110,30 |
| 17                                   | Lorine Schild        | Francja           | 172,90      | 18 | 59,41 | 15 | 113,49 |
| 18                                   | Madeline Schizas     | Kanada            | 171,78      | 17 | 59,65 | 17 | 112,13 |
| 19                                   | Josefin Taljegard    | Szwecja           | 167,47      | 15 | 61,55 | 20 | 105,92 |
| 20                                   | Sarina Joos          | Włochy            | 167,04      | 19 | 59,39 | 19 | 107,65 |
| 21                                   | Nataly Langerbaur    | Estonia           | 159,55      | 24 | 53,81 | 21 | 105,74 |
| 22                                   | Ting Tzu-Han         | Chińskie Tajpej   | 157,83      | 22 | 56,32 | 22 | 101,51 |
| 23                                   | Mia Risa Gomez       | Norwegia          | 147,13      | 23 | 55,09 | 23 | 92,04  |
| 24                                   | Nella Pelkonen       | Finlandia         | 145,45      | 21 | 56,82 | 24 | 88,63  |
| Nie awansowały do programu dowolnego |                      |                   |             |    |       |    |        |
| 25                                   | Nina Povey           | Wielka Brytania   | NQ          | 25 | 53,50 | NQ | NQ     |
| 26                                   | Aleksandra Fejgin    | Bułgaria          | NQ          | 26 | 53,33 | NQ | NQ     |
| 27                                   | Julia Sauter         | Rumunia           | NQ          | 27 | 52,52 | NQ | NQ     |
| 28                                   | Eliška Březinová     | Czechy            | NQ          | 28 | 50,90 | NQ | NQ     |
| 29                                   | Kristina Isaev       | Niemcy            | NQ          | 29 | 50,07 | NQ | NQ     |
| 30                                   | Vanesa Šelmeková     | Słowacja          | NQ          | 30 | 48,94 | NQ | NQ     |
| 31                                   | Sofja Stepčenko      | Łotwa             | NQ          | 31 | 46,74 | NQ | NQ     |
| 32                                   | Marija Sieniuk       | Izrael            | NQ          | 32 | 46,57 | NQ | NQ     |
| 33                                   | Anastasija Graczewa  | Mołdawia          | NQ          | 33 | 46,12 | NQ | NQ     |
| 34                                   | Anastasija Hożwa     | Ukraina           | NQ          | 34 | 40,28 | NQ | NQ     |
| 35                                   | Meda Variakojyte     | Litwa             | NQ          | 35 | 40,04 | NQ | NQ     |

### Pary sportowe
| Poz.                                 | Zawodnicy                                       | Reprezentacja     | Nota łączna | SP | SP    | FS | FS     |
| ------------------------------------ | ----------------------------------------------- | ----------------- | ----------- | -- | ----- | -- | ------ |
| 1                                    | Deanna Stellato-Dudek / Maxime Deschamps        | Kanada            | 221,56      | 1  | 77,48 | 2  | 144,08 |
| 2                                    | Riku Miura / Ryuichi Kihara                     | Japonia           | 217,88      | 2  | 73,53 | 1  | 144,35 |
| 3                                    | Minerva Fabienne Hase / Nikita Wołodin          | Niemcy            | 210,40      | 4  | 72,10 | 3  | 138,30 |
| 4                                    | Marija Pawłowa / Aleksiej Swiatczenko           | Węgry             | 204,60      | 6  | 68,01 | 4  | 136,59 |
| 5                                    | Annika Hocke / Robert Kunkel                    | Niemcy            | 198,23      | 7  | 67,64 | 5  | 130,59 |
| 6                                    | Sara Conti / Niccolò Macii                      | Włochy            | 197,34      | 3  | 72,88 | 6  | 124,46 |
| 7                                    | Anastasija Mietiołkina / Łuka Bieruława         | Gruzja            | 189,30      | 5  | 72,02 | 10 | 117,28 |
| 8                                    | Lia Pereira / Trennt Michaud                    | Kanada            | 186,93      | 9  | 64,83 | 7  | 122,10 |
| 9                                    | Lucrezia Beccari / Matteo Guarise               | Włochy            | 185,40      | 8  | 66,12 | 9  | 119,28 |
| 10                                   | Anastasija Gołubiewa / Hektor Giotopoulos Moore | Australia         | 182,71      | 11 | 63,35 | 8  | 119,36 |
| 11                                   | Ellie Kam / Danny O’Shea                        | Stany Zjednoczone | 180,41      | 10 | 64,44 | 11 | 115,97 |
| 12                                   | Emily Chan / Spencer Akira Howe                 | Stany Zjednoczone | 175,44      | 12 | 62,86 | 13 | 112,58 |
| 13                                   | Valentina Plazas / Maximiliano Fernandez        | Stany Zjednoczone | 174,15      | 13 | 61,64 | 14 | 112,51 |
| 14                                   | Darja Daniłowa / Michael Tsiba                  | Holandia          | 172,24      | 17 | 59,07 | 12 | 113,17 |
| 15                                   | Kelly Ann Laurin / Loucas Ethier                | Kanada            | 169,48      | 14 | 60,18 | 15 | 109,30 |
| 16                                   | Peng Cheng / Wang Lei                           | Chiny             | 165,67      | 15 | 59,50 | 16 | 106,17 |
| 17                                   | Sofija Holiczenko / Artem Darenskij             | Ukraina           | 159,39      | 16 | 59,34 | 18 | 100,05 |
| 18                                   | Milania Väänänen / Filippo Clerici              | Finlandia         | 156,02      | 19 | 55,40 | 17 | 100,62 |
| 19                                   | Julija Szczetinina / Michał Woźniak             | Polska            | 155,91      | 18 | 56,24 | 19 | 99,67  |
| 20                                   | Anastasia Vaipan-Law / Luke Digby               | Wielka Brytania   | 153,06      | 20 | 54,69 | 20 | 98,37  |
| Nie awansowali do programu dowolnego |                                                 |                   |             |    |       |    |        |
| 21                                   | Isabella Gamez / Aleksandr Korowin              | Filipiny          | NQ          | 21 | 49,70 | NQ | NQ     |
| 22                                   | Sophia Schaller / Livio Mayr                    | Austria           | NQ          | 22 | 49,54 | NQ | NQ     |
| 23                                   | Greta Crafoord / John Crafoord                  | Szwecja           | NQ          | 23 | 49,05 | NQ | NQ     |
| 24                                   | Federica Simioli / Alessandro Zarbo             | Czechy            | NQ          | 24 | 46,84 | NQ | NQ     |

### Pary taneczne
| Poz.                              | Zawodnicy                                      | Reprezentacja     | Nota łączna | RD | RD    | FD | FD     |
| --------------------------------- | ---------------------------------------------- | ----------------- | ----------- | -- | ----- | -- | ------ |
| 1                                 | Madison Chock / Evan Bates                     | Stany Zjednoczone | 222,20      | 1  | 90,08 | 2  | 132,12 |
| 2                                 | Piper Gilles / Paul Poirier                    | Kanada            | 219,68      | 3  | 86,51 | 1  | 133,17 |
| 3                                 | Charlène Guignard / Marco Fabbri               | Włochy            | 216,52      | 2  | 87,52 | 3  | 129,00 |
| 4                                 | Lilah Fear / Lewis Gibson                      | Wielka Brytania   | 210,92      | 4  | 84,60 | 4  | 126,32 |
| 5                                 | Marjorie Lajoie / Zachary Lagha                | Kanada            | 208,01      | 5  | 82,30 | 5  | 125,71 |
| 6                                 | Allison Reed / Saulius Ambrulevičius           | Litwa             | 200,96      | 6  | 80,99 | 9  | 119,97 |
| 7                                 | Christina Carreira / Anthony Ponomarenko       | Stany Zjednoczone | 200,32      | 8  | 79,26 | 7  | 121,06 |
| 8                                 | Jewgienija Łopariowa / Geoffrey Brissaud       | Francja           | 200,28      | 7  | 80,01 | 8  | 120,27 |
| 9                                 | Laurence Fournier Beaudry / Nikolaj Sørensen   | Kanada            | 199,91      | 10 | 75,79 | 6  | 124,12 |
| 10                                | Juulia Turkkila / Matthias Versluis            | Finlandia         | 192,34      | 9  | 75,89 | 10 | 116,45 |
| 11                                | Loïcia Demougeot / Théo le Mercier             | Francja           | 190,00      | 11 | 75,74 | 13 | 114,26 |
| 12                                | Diana Davis / Gleb Smołkin                     | Gruzja            | 188,34      | 12 | 74,46 | 14 | 113,88 |
| 13                                | Kateřina Mrázková / Daniel Mrázek              | Czechy            | 188,28      | 13 | 73,05 | 11 | 115,23 |
| 14                                | Hannah Lim / Ye Quan                           | Korea Południowa  | 186,51      | 14 | 71,89 | 12 | 114,62 |
| 15                                | Natálie Taschlerová / Filip Taschler           | Czechy            | 180,17      | 18 | 68,25 | 15 | 111,92 |
| 16                                | Yuka Orihara / Juho Pirinen                    | Finlandia         | 175,99      | 17 | 68,66 | 16 | 107,33 |
| 17                                | Holly Harris / Jason Chan                      | Australia         | 174,78      | 16 | 71,44 | 19 | 103,34 |
| 18                                | Misato Komatsubara / Tim Koleto                | Japonia           | 173,90      | 20 | 66,92 | 17 | 106,98 |
| 19                                | Olivia Smart / Tim Dieck                       | Hiszpania         | 173,53      | 15 | 71,81 | 20 | 101,72 |
| 20                                | Carolane Soucisse / Shane Firus                | Irlandia          | 171,67      | 19 | 68,04 | 18 | 103,63 |
| Nie awansowali do tańca dowolnego |                                                |                   |             |    |       |    |        |
| 21                                | Phebe Bekker / James Hernandez                 | Wielka Brytania   | NQ          | 21 | 66,39 | NQ | NQ     |
| 22                                | Jennifer Janse van Rensburg / Benjamin Steffan | Niemcy            | NQ          | 22 | 65,86 | NQ | NQ     |
| 23                                | Emily Bratti / Ian Somerville                  | Stany Zjednoczone | NQ          | 23 | 65,21 | NQ | NQ     |
| 24                                | Marija Ignatiewa / Danijil Szemko              | Węgry             | NQ          | 24 | 64,59 | NQ | NQ     |
| 25                                | Victoria Manni / Carlo Röthlisberger           | Włochy            | NQ          | 25 | 63,64 | NQ | NQ     |
| 26                                | Marija Gołubcowa / Kiryłł Biełobrow            | Ukraina           | NQ          | 26 | 63,30 | NQ | NQ     |
| 27                                | Anna Šimová / Kiriłł Aksienow                  | Słowacja          | NQ          | 27 | 62,76 | NQ | NQ     |
| 28                                | Milla Ruud Reitan / Nikolaj Majorov            | Szwecja           | NQ          | 28 | 61,13 | NQ | NQ     |
| 29                                | Marija Nosowicka / Michaił Nosowicki           | Izrael            | NQ          | 29 | 59,16 | NQ | NQ     |
| 30                                | Chen Xizi / Xing Jianing                       | Chiny             | NQ          | 30 | 58,80 | NQ | NQ     |
| 31                                | Paulina Ramanauskaitė / Deividas Kizala        | Litwa             | NQ          | 31 | 58,52 | NQ | NQ     |
| 32                                | Gina Zehnder / Beda Leon Sieber                | Szwajcaria        | NQ          | 32 | 58,19 | NQ | NQ     |
| 33                                | Solène Mazingue / Marko Jevgeni Gaidajenko     | Estonia           | NQ          | 3  | 57,09 | NQ | NQ     |
| 34                                | Olivia Oliver / Filip Bojanowski               | Polska            | NQ          | 34 | 54,19 | NQ | NQ     |
| 35                                | Hanna Jakucs / Alessio Galli                   | Holandia          | NQ          | 35 | 51,99 | NQ | NQ     |
| 36                                | Adrienne Carhart / Ołeksandr Kołosowskij       | Azerbejdżan       | NQ          | 36 | 49,56 | NQ | NQ     |

## Medaliści

### Nota łączna
Medaliści mistrzostw po zsumowaniu punktów za oba programy/tańce w poszczególnych konkurencjach:
| Konkurencja   | Złoto                                    | Srebro                      | Brąz                                   |
| Soliści       | Ilia Malinin                             | Yuma Kagiyama               | Adam Siao Him Fa                       |
| Solistki      | Kaori Sakamoto                           | Isabeau Levito              | Kim Chae-yeon                          |
| Pary sportowe | Deanna Stellato-Dudek / Maxime Deschamps | Riku Miura / Ryuichi Kihara | Minerva Fabienne Hase / Nikita Wołodin |
| Pary taneczne | Madison Chock / Evan Bates               | Piper Gilles / Paul Poirier | Charlène Guignard / Marco Fabbri       |

### Program/taniec dowolny
Zdobywcy małych medali za drugi segment zawodów tj. program/taniec dowolny:	
| Konkurencja   | Złoto                       | Srebro                                   | Brąz                                   |
| Soliści       | Ilia Malinin                | Adam Siao Him Fa                         | Yuma Kagiyama                          |
| Solistki      | Kaori Sakamoto              | Isabeau Levito                           | Kim Chae-yeon                          |
| Pary sportowe | Riku Miura / Ryuichi Kihara | Deanna Stellato-Dudek / Maxime Deschamps | Minerva Fabienne Hase / Nikita Wołodin |
| Pary taneczne | Piper Gilles / Paul Poirier | Madison Chock / Evan Bates               | Charlène Guignard / Marco Fabbri       |

### Program krótki/taniec rytmiczny
Zdobywcy małych medali za pierwszy segment zawodów tj. program krótki lub taniec rytmiczny:	
| Konkurencja   | Złoto                                    | Srebro                           | Brąz                        |
| Soliści       | Shōma Uno                                | Yuma Kagiyama                    | Ilia Malinin                |
| Solistki      | Loena Hendrickx                          | Isabeau Levito                   | Lee Hae-in                  |
| Pary sportowe | Deanna Stellato-Dudek / Maxime Deschamps | Riku Miura / Ryuichi Kihara      | Sara Conti / Niccolò Macii  |
| Pary taneczne | Madison Chock / Evan Bates               | Charlène Guignard / Marco Fabbri | Piper Gilles / Paul Poirier |